# Nikita Vitjugov
Nikita Kirillovič Vitjugov (in russo Никита Кириллович Витюгов?; Leningrado, 4 febbraio 1987) è uno scacchista russo, grande maestro.
È stato campione russo nel 2021, bronzo alle Olimpiadi degli scacchi nel 2018. È dal marzo del 2013 quasi stabilmente fra i primi 30 giocatori nella classifica mondiale FIDE, ha superato la fatidica soglia dei 2700 punti Elo FIDE nell'aggiornamento di marzo 2010, entrando nella categoria informale dei cosiddetti Super GM.
Dal settembre del 2023 rappresenta la federazione inglese.

## Carriera
Impara il gioco degli scacchi dal nonno, campione regionale, all'età di cinque anni. Per assecondare la sua passione la famiglia ingaggia come allenatore il maestro internazionale Alexej Yuneev, con il quale nel 1997, all'età di dieci anni, diventa candidato maestro dello sport. Ottiene il titolo di maestro internazionale nel 2006 e di grande maestro internazionale nel 2007, all'età di 19 anni. Nel 2010 scrive un libro sulla difesa Francese
Nel 2002 vince il Botvinnik Memorial di San Pietroburgo.
Nel 2005 è primo a pari merito con Denis Evseev nel torneo White Knights di San Pietroburgo; vince il campionato russo giovanile under 18.
Nel 2006 è secondo nel campionato del mondo juniores di Erevan, dietro a Zaven Andriasian.
Nel 2008 vince a pari merito con il connazionale Boris Savčenko il  Baltic Sea Cup di Rønne.
Nel 2010 vince a Bursa con la Russia il Campionato del mondo a squadre di scacchi.
Nel 2011 è primo a pari merito con Lê Quang Liêm e Evgenij Tomaševskij nell'Open Aeroflot di Mosca.
Nel 2013 vince ad Adalia con la Russia il Campionato del Mondo per nazioni. e vince a pari merito con Nigel Short e Maxime Vachier-Lagrave il Tradewise Gibraltar Chess Festival di Gibilterra.
Nel 2017 in aprile Karlsruhe vince la sezione open del Grenke Chess Classic superando per spareggio tecnico Maksim Matlakov, Étienne Bacrot e Zdenko Kožul; in dicembre è sconfitto solo agli spareggi Rapid da Svidler nella finale del Campionato russo di scacchi.
Nel 2018 con la squadra del Miedny Vsadnik (di San Pietroburgo) vince in ottobre a Porto Carras la Coppa europea di scacchi per club.
Nel 2019 in marzo vince la sezione Masters della prima edizione del Prague Chess Festival con 5,5/9. In maggio vince il Campionato russo a squadre con il team del Miedny Vsadnik. In novembre a Batumi vince il Campionato Europeo a squadre nazionali.
Nel 2020 vince per la quinta volta il campionato russo di scacchi a squadre, tenutosi a Soči, con la Miedny Vsadnik (San Pietroburgo). Si trasferisce durante la Pandemia_di_Covid-19 in Spagna.
Nel 2021 vince in ottobre il Campionato russo assoluto con il punteggio di 7 su 11, precedendo Maksim Matlakov e Vladimir Fedoseev.
A partire dall'Invasione russa dell'Ucraina del 2022, manifesta il proprio dissenso nei confronti della politica del presidente russo Vladimir Putin. Nel 2023 lascia la federazione scacchistica della Russia per approdare nel mese di settembre alla federazione inglese. 

## Statistiche
Nella lista FIDE di novembre 2019 ha raggiunto il suo record personale con un punteggio Elo di 2751 punti, dato che lo ha collocato al 19º posto nella classifica mondiale e al quinto posto tra i giocatori russi.

## Opere pubblicate
- The French Defence, Chess Stars, 2010 (ISBN 978-954-8782-76-0)[14]